# Јаџиро
Јаџиро (умро после 1552), први Јапанац који је примио хришћанство крајем 1547. године у португалској колонији Малака (на Малајском полуострву). Служио је као преводилац и водич првој хришћанској мисији у Јапану (1549) коју је предводио исусовац Фрања Ксавијер.

## Биографија
Детаљи његовог живота познати су из писама језуитског мисионара Фрање Ксавијера, првог хришћанског проповедника у Јапану, Игнацију Лојоли, оснивачу реда Исусоваца. Зна се да је Јаџиро био самурај из Кагошиме, највероватније пират, кога је Фрања Ксавијер упознао у децембру 1547. у португалској колонији Малака као бегунца од правде у својој домовини, и превео га у хришћанство. Његова интелигенција одушевила је Ксавијера: „Јер ако су сви Јапанци  жељни учења као [Јаџиро], онда ми се чини да су, у свим откривеним земљама, они народ који је најжеднији знања“. Јаџиро је био пират, ако не када га је Ксавијер први пут срео, онда свакако неколико година касније на крају својих дана: умро је у гусарском нападу на Кину. 
Јаџирова улога у историји хришћанства у Јапану је велика, пошто је служио као водич и преводилац првим хришћанским мисионарима у Јапану, који су стигли у Кагошиму 1549. са Фрањом Ксавијером на челу.